# 18149 Коломбатті
18149 Коломбатті (18149 Colombatti) — астероїд головного поясу, відкритий 29 липня 2000 року.
Тіссеранів параметр щодо Юпітера — 3,305.